# Иванушенский
Иванушенский — хутор в Клетском районе Волгоградской области России, входит в состав Верхнечеренского сельского поселения.

## География
Находится на р.Куртлак.

### Улицы
- пер. Малый
- ул. Дальняя
- ул. Молодежная
- ул. Нагорная
- ул. Овражная
- ул. Придорожная
- ул. Тополиная
- ул. Центральная

## Население
| 2010 |
| ---- |
| 77   |